# Roncus travuniensis
Roncus travuniensis är en spindeldjursart som beskrevs av Bozidar P.M. Curcic och Dimitrijevic 2007. Roncus travuniensis ingår i släktet Roncus och familjen helplåtklokrypare. Inga underarter finns listade i Catalogue of Life.